# 예루살렘법
예루살렘 법(히브리어: חוֹק יְסוֹד: יְרוּשָׁלַיִם בִּירַת יִשְׂרָאֵל, 아랍어: قانون القدس)은 크네세트에서 1980년 7월 30일 통과된 기본법: 이스라엘의 수도 예루살렘의 일반적인 이름이다.
이 법은 "병합"이라는 용어를 사용하지 않았지만, 이스라엘 대법원은 이 법을 동예루살렘의 실질적인 병합으로 해석했다. 유엔 안전 보장 이사회는 예루살렘의 지위 변경 시도를 규탄하고 유엔 안전 보장 이사회 결의 제478호에서 이 법을 "무효"로 판결했다.

## 역사

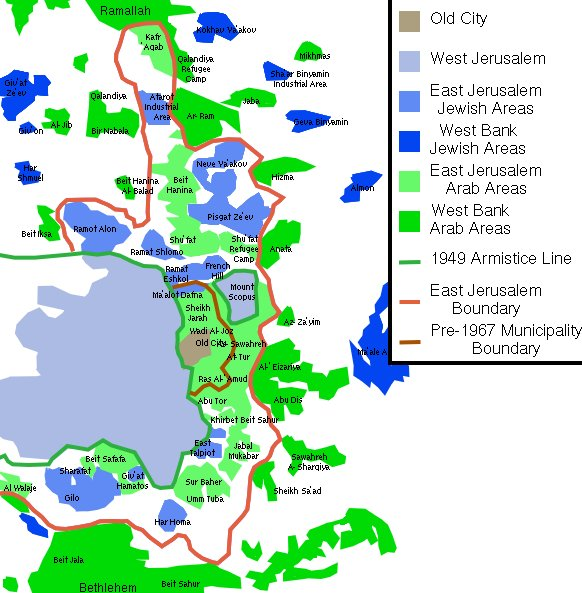
동예루살렘 경계를 표시하는 지도

1967년 6월 27일, 이스라엘은 서예루살렘의 시 경계를 확장하여 현재 동예루살렘으로 불리는 서안 지구 영토 약 70 km2 (27.0 mi2)를 포함시켰는데, 여기에는 요르단령 동예루살렘(6 km2 (2.3 mi2))과 베들레헴 및 베이트 잘라 지자체의 28개 마을과 지역(64 km2 (25 mi2))이 포함되었다. 1980년 7월 30일, 크네세트는 예루살렘을 완전하고 통합된 수도로 선언하는 예루살렘 법을 공식적으로 승인했다.

동예루살렘에 이스라엘 법을 적용하는 것이 병합이 아니라고 주장되었음에도, 이 입장은 이스라엘 대법원에 의해 거부되었다. 1970년 다수결 판결에서 이. 카한 판사는 다음과 같은 의견을 표명했다:
"…내가 아는 한, 동예루살렘이… 이스라엘 국가에 병합되어 그 영토의 일부를 구성한다는 것을 결정하기 위해 외무부 장관이나 행정 당국의 어떤 증명서도 필요하지 않다… 이 두 법령에 의해 그리고 결과적으로 이 지역은 이스라엘 영토의 일부를 구성한다."
예루살렘 법은 게울라 코헨이 제안한 일반 의원 법안으로 시작되었으며, 원래 텍스트는 "제3차 중동 전쟁 후 대예루살렘(히브리어: 예루샬라임 라바티)의 경계 내에서 그 통합과 통일성이 침해되지 않아야 한다"고 명시했다. 그러나 이 조항은 크네세트의 1차 심의 후 삭제되었다. 크네세트가 경계를 명시하기를 거부하고 "병합" 또는 "주권"이라는 단어를 사용하지 않았기 때문에, 이안 루스틱은 "법학자들의 공통된 의견은 이 조치가 도시의 법적 또는 행정적 상황에 아무것도 추가하지 않았다는 것이다. 비록 특히 당시에는 그 통과가 정치적 중요성을 가지며 세계 공동체의 격렬한 항의 반응을 불러일으켰다고 여겨졌다 하더라도."라고 썼다.
1967년 7월 4일과 14일의 총회 결의 2253 및 2254는 동예루살렘에서의 이스라엘 활동을 불법으로 간주하고 이스라엘에 그러한 활동을 취소하고 특히 도시의 특징을 변경하지 말 것을 요청했다. 1968년 5월 21일, 유엔 안전 보장 이사회 결의 제252호는 유엔 총회 결의 2253 및 2254를 위반하는 이스라엘의 법적 및 행정적 조치를 무효화하고 그러한 조치를 철회할 것을 요구했다. 1967년 이후 유엔의 비판에는 252호 외에도 267호 (1969년), 298호 (1971년), 그리고 예루살렘의 특징 변화에 대한 유감을 표명한 476호 (1980년) 및 유엔 회원국들에게 도시에서 대사관을 철수할 것을 요청한 478호 (1980년)를 포함한 유엔 안보리 결의들이 있다. 결의 478호는 또한 "예루살렘의 지위 변경을 선언하는 이스라엘 법의 제정을 '가장 강력한 어조로' 규탄했다." 반면 2016년 결의 2334호는 동예루살렘을 포함한 점령지 내의 모든 이스라엘 정착촌을 규탄했다. 그러나 38년 후 미국은 2018년 5월 14일 이스라엘 대사관을 텔아비브에서 예루살렘으로 이전했으며, 파라과이와 체코를 포함한 다른 국가들도 유사한 의사를 표명했다.
이 법은 여당 연합이나 메나헴 베긴 총리가 제안한 것이 아니라, 평화 협상가들이 동예루살렘의 아랍 주민들에게 팔레스타인 자치 정부 선거 투표권을 요구한다는 우려를 가진 의원들에 의해 제안되었다. 법률로서 이 법은 대체로 상징적인 것으로 간주된다. 2000년의 수정안은 동예루살렘을 포함하여 법의 관할권을 추가로 명시했다. 이는 실제로는 그 범위를 변경하지 않았다. 이 수정안은 또한 권한을 외국의 기관, 예를 들어 국제 정권으로 이전하는 것을 금지했다.

## 법률의 텍스트

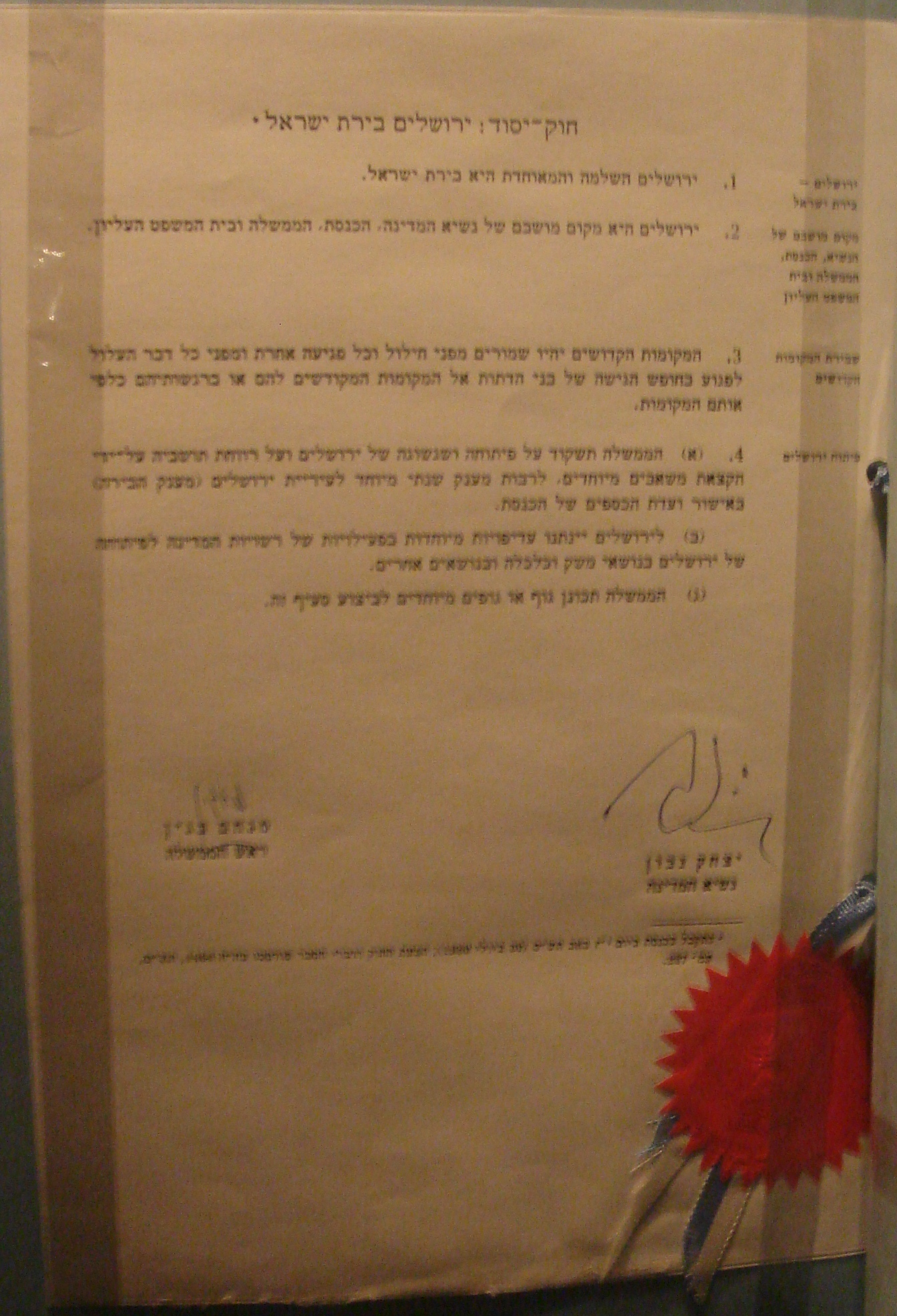
기본법: 이스라엘의 수도 예루살렘.

기본법: 이스라엘의 수도 예루살렘 (비공식 번역)
이스라엘의 수도 예루살렘:
1. 완전하고 통합된 예루살렘은 이스라엘의 수도이다.
대통령, 크네세트, 정부 및 대법원의 소재지:
2. 예루살렘은 국가 대통령, 크네세트, 정부 및 대법원의 소재지이다.
성지의 보호:
3. 성지는 모독 및 기타 모든 침해로부터, 그리고 다른 종교 구성원들이 그들에게 신성한 장소에 접근할 자유나 그러한 장소에 대한 그들의 감정을 침해할 가능성이 있는 모든 것으로부터 보호되어야 한다.
예루살렘의 발전:
4. (a) 정부는 크네세트 재정위원회의 승인을 받아 예루살렘 시에 특별 연간 교부금(수도 보조금)을 포함한 특별 기금을 할당함으로써 예루살렘의 발전과 번영, 그리고 주민들의 복지를 제공해야 한다.
(b) 예루살렘은 경제 및 기타 문제에서 발전을 촉진하기 위해 국가 기관 활동에서 특별 우선순위를 부여받아야 한다.
(c) 정부는 이 조항의 이행을 위해 특별 기관 또는 특별 기관들을 설립해야 한다.
제1차 수정안 (2000년 11월 27일 크네세트 통과):
예루살렘의 관할권 영역
5. 예루살렘의 관할권은 이 기본법에 따라, 특히 5727년 시반월 20일 (1967년 6월 28일)부터 시 조례에 따라 부여된, 예루살렘 시 경계 확장 선언의 부록에 기술된 모든 지역을 포함한다.
권한 이전 금지
6. 이스라엘 국가 법률 또는 예루살렘 시 조례에 규정된 어떠한 권한도 영구적으로 또는 할당된 기간 동안 외국 기관, 즉 정치적, 정부적 또는 기타 유사한 유형의 외국 기관으로 이전될 수 없다.
강화
7. 5항과 6항은 크네세트 의원 다수에 의해 통과된 기본법에 의해서만 수정될 수 있다.
메나헴 베긴
총리
이츠하크 나본
국가 대통령"
5740년 아브월 23일(1980년 8월 5일)자 세페르 하-추킴 제980호 p. 186에 게재됨; 법안 및 설명 노트는 5740년 하차오트 초크 제1464호 p. 287에 게재됨.

## 같이 보기
- 예루살렘에 대한 입장
- 유엔 안전 보장 이사회 결의 제271호
- 유엔 안전 보장 이사회 결의 제465호
- 유엔 총회 결의 ES-10/L.22
- 국제법과 아랍-이스라엘 분쟁
- 러시아의 크림반도 합병, 국제법상 또 다른 불법 병합